# آدم غراد
آدم غراد (بالبولندية: Adam Grad)‏ هو لاعب كرة قدم بولندي في مركز الهجوم، ولد في 10 سبتمبر 1969 في وودج في بولندا، وتوفي بنفس المكان في 7 فبراير 2015. لعب مع أولمبيا بوزنان وكايسري سبور وكورونا كييلتسى وليخيا غدانسك ونادي ال كي اس ودز وياغيلونيا بياويستوك.

## وصلات خارجية
- آدم غراد على موقع اتحاد تركيا (لاعب) (الإنجليزية)
- آدم غراد على موقع قاعدة بيانات كرة القدم.إي يو (الإنجليزية)